# أندريس تشافيز
أندريس إيليسيو تشافيز (بالإسبانية: Andrés Eliseo Chávez) هو لاعب كرة قدم أرجنتيني في مركز رأس الحربة ولد في يوم 21 مارس 1991 في مدينة سالتو في الأرجنتين، يلعب حالياً مع نادي باناثينايكوس وسبق له اللعب مع بانفيلد وبوكا جونيورز ونادي ساو باولو، يبلغ طول اللاعب 184 سم.

## روابط خارجية
- أندريس تشافيز على موقع قاعدة بيانات كرة القدم.إي يو (الإنجليزية)
- أندريس تشافيز على موقع Soccerway.com (الإنجليزية)
- أندريس تشافيز على موقع AS.com (الإسبانية)